# Acanthella
Acanthella é um género botânico pertencente à família Melastomataceae.
A autoridade científica do género é Hook. f., tendo sido publicado em Genera Plantarum 1: 748. 1867.
Suas cinco espécies são nativas das regiões tropicais da América do Sul.

## Espécies
De acordo com a base de dados The Plant List, o género tem 5 espécies descritas das quais 2 são aceites:
- Acanthella pulchra  Gleason. - Venezuela
- Acanthella sprucei Benth. & Hook. f. - Brasil